# Ceratosauroidea
De Ceratosauroidea zijn een groep theropode dinosauriërs.
Een superfamilie Ceratosauroidea werd impliciet benoemd door Othniel Charles Marsh toen hij een familie Ceratosauridae schiep om Ceratosaurus een plaats te geven.
De eerste die de naam gebruikte was José Bonaparte in 1990 maar hij gaf toen geen definitie. 
De eerste definitie als klade was door Paul Sereno in 1998: de groep bestaande uit Carnotaurus en alle soorten nauwer verwant aan Carnotaurus dan aan Coelophysis. Toe later uit onderzoek bleek dat de Coelophysoidea niet bijzonder nauw aan de Ceratosauria verwant waren, meende Sereno dat het begrip nutteloos geworden was omdat het dan samenviel met Neotheropoda. Nieuwe gegevens wijzen er echter op dat de twee groepen misschien toch zusterklades zijn.